# Xã Argentine, Quận Fall River, South Dakota
Xã Argentine (tiếng Anh: Argentine Township) là một xã thuộc quận Fall River, tiểu bang Nam Dakota, Hoa Kỳ. Năm 2010, dân số của xã này là 25 người.